# Зубовка (Дрибинский район)
Зубовка (бел. Зубаўка) — деревня в составе Рясненского сельсовета Дрибинского района Могилёвской области Республики Беларусь.

## Географическое положение
Зубовка располагается на берегах реки Черноречка, в юго-восточной части района. Ближайшие деревни Рясно, Дубровка.

## История
Упоминается в 1756 году как деревня Зубовщина в великокняжеском имении Рясно в Мстиславском воеводстве ВКЛ.
В середине XX века в деревне функционировала сельскохозяйственная артель (колхоз) «Камуністычны шлях».

## Население
- 1976 год — 25 человек[3]
- 1999 год — 23 человека
- 2010 год — 8 человек[7]

Население в 2013 году составило 3 человека. Средний возраст 45 лет. Наиболее распространённая фамилия — Хатулёвы.

## Инфраструктура
На расстоянии 2 км проходит автомобильная трасса Р96. Около деревни работает МТФ «Дубровка», Дрибинрайагропромтехснаб. Деревня включает в себя одну длинную улицу.